# Manjung (district)
Manjung is een district in de Maleisische deelstaat Perak.
Het district telt 232.000 inwoners op een oppervlakte van 1200 km².